# Verklärung-Christi-Kirche (Warschau)

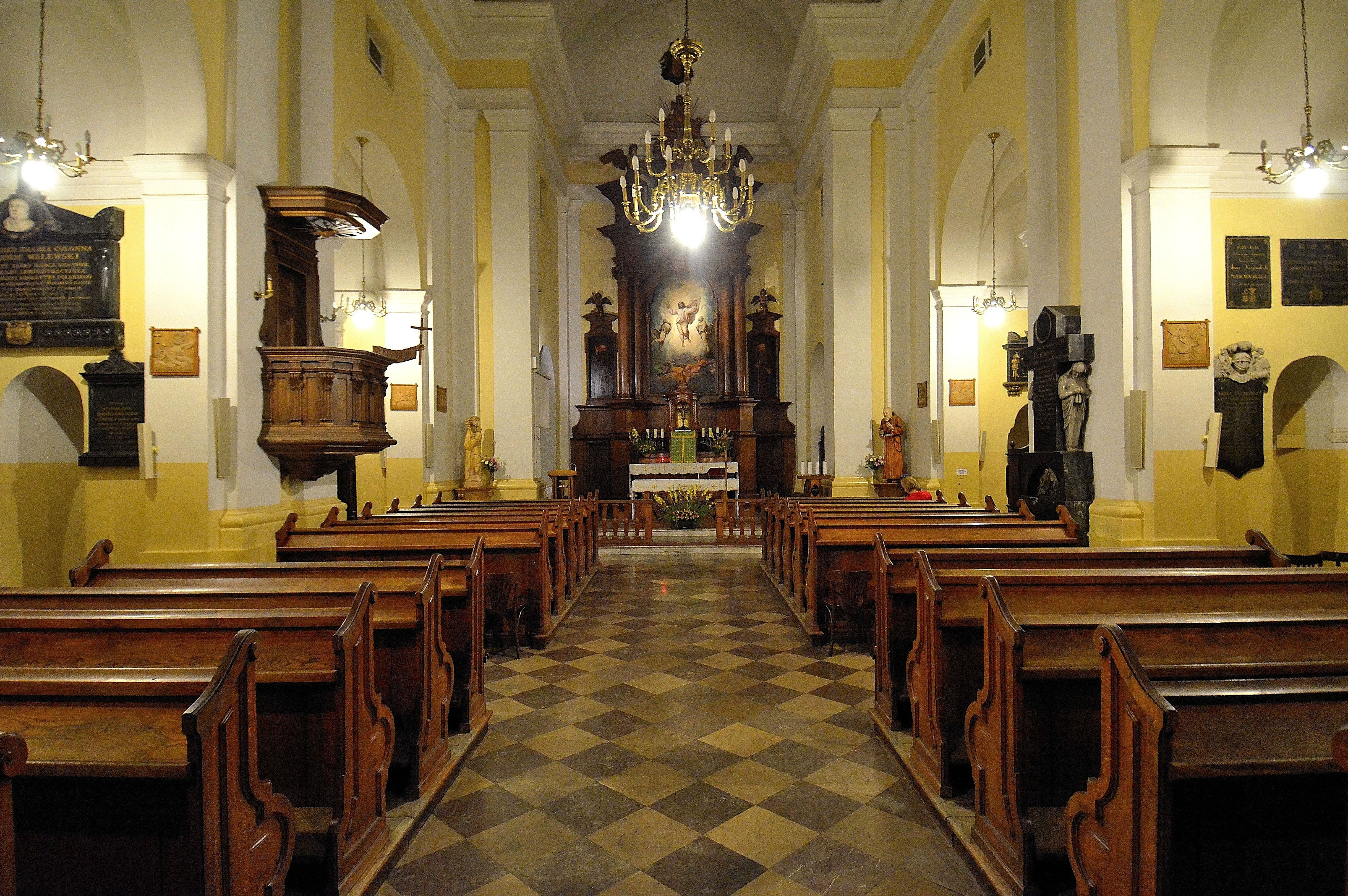
Innenraum

Die katholische Kirche der Verklärung Christi (polnisch Kościół Przemienienia Pańskiego) in Warschau ist eine katholische Kapuzinerkirche an der ul. Miodowa in der Warschauer Innenstadt unweit des Schlossplatzes.

## Geschichte
Die Kirche und das Kloster der Kapuziner wurden 1683 von König Johann III. Sobieski als Votiv für die Siege in den Schlachten bei Chocim und Wien gestiftet und von 1683 bis 1694 im Stil des Barock von Isidoro Affaitati dem Jüngeren, Augustyn Wincenty Locci und Tylman van Gameren errichtet. Der König-Stifter ließ sein Herz in der Kirche beisetzen.

## Geographische Lage
Die Kirche befindet sich im Warschauer Innenstadt an der ul. Miodowa unweit des Schlossplatzes.